# Calomyscus hotsoni
Calomyscus hotsoni је врста сисара из реда глодара (Rodentia) и породице Calomyscidae.

## Распрострањење
Ареал врсте је ограничен на мањи број држава. Врста је присутна у следећим државама: Пакистан и Иран.

## Станиште
Станиште врсте су планине. Врста је по висини распрострањена од 67 до 1.890 метара надморске висине.

## Угроженост
Ова врста је наведена као последња брига, јер има широко распрострањење и честа је врста.